# Ricardo Jiménez Oreamuno
Romualdo Ricardo de Jesús Jiménez Oreamuno (Cartago, 6 febbraio 1859 – San José, 4 gennaio 1945) è stato un avvocato e politico costaricano, ha servito come Presidente della Costa Rica in tre diversi mandati: dal 1910 al 1914, dal 1924 al 1928, e dal 1932 al 1936.
Uno dei più noti avvocati della storia della Costa Rica e laureato nell'Università di Santo Tomás. 
Brevemente dopo aver assunto il potere nel 1910, la Provincia di Cartago fu colpita da un potente terremoto e la maggior parte del suo capoluogo fu distrutta, uccidendo centinaia di persone. Una delle sue principali lotte fu il ricostruire una delle città più grandi del paese. Un altro aspetto importante del suo prima mandato fu il consolidamento del debito  della nazione verso altre nazioni, in particolare rimborsò il grande debito con la Francia.
Durante il suo secondo mandato d'ufficio, creò la Banca della Previdenza Sociale (National Insurance Bank), la Scuola dell'Agricoltura e fondò il Ministero della Sanità. Ha iniziato l'elettrificazione del sistema ferroviario Pacifico (Pacific Railway). Dopo il suo secondo mandato si fermò nella scena politica per quattro anni.
Fu rieletto di nuovo come Presidente nel 1932. Durante il suo ultimo mandato d'ufficio si è concentrato nel sistema dell'Istruzione e nelle infrastrutture della nazione. Ha costruito molte grandi strutture per l'alloggiamento degli studenti, ha migliorato e costruito nuove strade in tutta il paese e ha costruito un sistema d'acquedotto che inizia nella valle centrale e fluisce nell'Oceano Pacifico
Morì a San José nel 1945.
Suo padre, Jesús Jiménez Zamora, fu due volte Presidente.